# Västra Håtjärn
Västra Håtjärn är en sjö i Malung-Sälens kommun i Dalarna och ingår i Dalälvens huvudavrinningsområde. Sjön har en area på 0,0499 kvadratkilometer och ligger 465,8 meter över havet. Sjön avvattnas av vattendraget Fenningsån.

## Delavrinningsområde
Västra Håtjärn ingår i det delavrinningsområde (676408-137418) som SMHI kallar för Mynnar i Östra Håtjärn. Medelhöjden är 502 meter över havet och ytan är 1,67 kvadratkilometer. Räknas de 2 avrinningsområdena uppströms in blir den ackumulerade arean 33,15 kvadratkilometer. Fenningsån som avvattnar avrinningsområdet har biflödesordning 5, vilket innebär att vattnet flödar genom totalt 5 vattendrag innan det når havet efter 435 kilometer. Avrinningsområdet består mestadels av skog (96 procent). Avrinningsområdet har 0,05 kvadratkilometer vattenytor vilket ger det en sjöprocent på 3 procent.